# بولوار (سيف)
سيف البولوار أو بولوار سيف منحني بيد واحدة نشأ في أفغانستان .

## اصول
نشأت البولوار جنبًا إلى جنب مع أسلحة أخرى من نوع السيف الأحدب مثل السيف العربي، والشمشير الفارسي ، والقلج التركي ، والتلوار الهندي ، وكلها تعتمد في النهاية على سيوف سابقة في آسيا الوسطى.  في الأصل، كان سكين خيبر (نوع من السيوف القصيرة) بمثابة سلاح لعامة الناس بينما كانت الطبقات العليا قادرة على استيراد السيوف من بلاد فارس والهند المجاورتين. مع مرور الوقت، جمع الأفغان خصائص السيوف المستوردة وقاموا بتعديلها لإنشاء البولوار. يعود تاريخ معظم البولوار الموجودة إلى أوائل القرن التاسع عشر.

## صفات
ميزات مستعارة من سيوف الأراضي المجاورة، يمكن وصف البولوار بأنه نسخة أفغانية من التلوار الهندي . تميل شفرات البولوار إلى أن تكون أكثر اكتمالاً بشكل متقن من تلك الموجودة في التالوار. تم تركيب بعض مقابض البولوار على الشفرات الفارسية التي تكون أقل حجمًا وأكثر انحناءًا ومستدقة نحو الطرف من شفرات البولوار الأكثر قوة. يتميز المقبض بوجود ريشتين قصيرتين ومتجهتين نحو اتجاه النصل على طريقة بعض الشمشير والسيف الأحدب، وهي سمة نموذجية للسيوف المنتجة في الدولة القاجارية. مثل التولوار، المقبض مصنوع من الحديد، ويتم ربطه بتشابك الشفرة بواسطة مادة لاصقة قوية جدًا. على عكس القرص المسطح المحيط بحلق التولوار، فإن الحلق يظهر على شكل كوب.  يمكن نقش كل من المقبض والشفرة بشكل مزخرف بالنقوش والتصميمات والصور.

## أنظر أيضا
- قلج
- ياتاجان
- تلوار
- شاشكا
- سيف مغولي تركي
- استوك
- ليويداو